# Alex Sharpe
Alexandria Sharpe (Irlanda — 4 de mayo de 1972), más conocida simplemente como Alex Sharpe, es una destacada cantante irlandesa quien es popularmente conocida por su aparición en el conjunto musical femenino Celtic Woman.

## Inicios
Comenzó su carrera representando a Dorothy en la adaptación teatral de El mago de Oz en el Teatro Olympia de Dublín. Su carrera en los musicales continuó con destacadas actuaciones, interpretando a Janet en The Rocky Horror Show, a la joven Sally en Follies In Concert, Jenny en Aspects Of Love, y Mila en Aloha Kamano de Sean Pourcell. Posteriormente fue consultada para interpretar a Éponine en Les Misérables para la compañía teatral de Cameron Mackintosh en Inglaterra e Irlanda, además del tour de presentaciones de Les Misérables. Creó el papel de Bernadette en el musical de Andrew Lloyd Webber y Ben Elton llamado The Beautiful Game. A su regreso a Irlanda interpretó a Kate Foley en The Wiremen en el teatro Gaiety de Dublín.
Alex ha cantado acompañada de la Orquesta Filarmónica Real de Islandia, la Orquesta Sinfónica Nacional de Dinamarca, como también con la RTÉ Concert Orchestra. Ha participado en muchas grabaciones, como en el soundtrack de Evita, en el cual participó con Madonna.

## Celtic Woman
A mediados de 2007 y 2008 en el conjunto Celtic Woman, una de las integrantes originarias del grupo, Lisa Kelly, anunció su partida temporal de este por motivo de su embarazo, Sharpe se unió como miembro temporal en 2008. Posteriormente admitió que no se encontraba familiarizada con el estilo del grupo; "Yo nunca había visto ninguno de sus espectáculos... David (Downes, compositor y director musical de Celtic Woman) me dio un CD y algunos DVD, y aquella, fue la primera vez que había visto algo de eso". Sin embargo "sabía del éxito de Celtic Woman y estaba emocionada de unirme", mencionó. "Fue una oportunidad que no podía rechazar".
En 2009, Sharpe se convirtió en un miembro permanente de Celtic Woman, en sustitución de Órla Fallon. Ella estuvo de gira con el conjunto en su tour Isle Of Hope y tiempo después grabó su primer CD y DVD junto al grupo, ambos titulados Songs From The Heart, lanzados en enero de 2010. El grupo realizó una gira por Norteamérica desde febrero hasta mayo de 2010 llamada Songs From The Heart Tour. Ya finalizado el tour, Sharpe anunció su salida del grupo con la finalidad de estar con su familia a tiempo completo. En 2014 lanzó un álbum en solitario, de música, principalmente religiosa, llamado "Be Still My Soul".
En 2015 se reintegró a Celtic Woman para participar en su gira por los diez años del grupo, X — 10th Anniversary Tour en dondense reunió con las integrantes de la época Máiréad Carlin, Susan McFadden, Máiréad Nesbitt, Lynn Hilary y Méav Ní Mhaolchatha.
Nuevamente en marzo de 2018 Sharpe vuelve a la agrupación por un breve período en medio del tour Homecoming, en reemplazo de la vocalista Susan McFadden, quien en ese tiempo se encontraba fuera de la gira por luto familiar a causa de la muerte de una tía.

## CaraNua
A mediados de 2016, ella junto a las cantantes Lynn Hilary y Edel Murphy — exintegrante de Celtic Woman y exintegrante del coro de Celtic Woman, respectivamente— formaron una nueva agrupación musical llamada CaraNua. Desde su formación en julio de 2016 han aparecido en selectos eventos presentando su música, también han publicado extractos de sus producciones musicales, exponiendo sus nuevas versiones de clásicos de Celtic Woman, como Dúlaman, Danny Boy y You Raise Me Up.

## Discografía
- Celtic Woman: Songs From The Heart (2010)
- Be Still My Soul (2014)